# Hans Hedtoft
Hans Christian Hedtoft Hansen (ur. 21 kwietnia 1903 w Aarhus, zm. 29 stycznia 1955 w Sztokholmie) – duński polityk, działacz partii Socialdemokraterne.
Od 1927 do 1929 zajmował stanowisko przewodniczącego Danmarks Socialdemokratiske Ungdom (młodzieżówka Socialdemokraterne). W latach 1935–1940 zasiadał w Folketingecie. Od maja do listopada 1945 był ministrem spraw socjalnych. Od 1939 do 1941 oraz od 1945 do śmierci pełnił funkcję przewodniczącego partii Socialdemokraterne. Podczas okupacji niemieckiej uczestniczył w ruchu oporu. W latach 1947–1950 i ponownie od 1953 do śmierci sprawował urząd premiera Danii.
Jego imieniem nazwano statek towarowo-pasażerski, który zatonął 30 stycznia 1959 podczas swojego dziewiczego rejsu.